# Hrvatska misao (dnevnik, Zagreb)
Hrvatska misao, bila je hrvatski dnevnik i tjednik koji je izlazio u Zagrebu. Prvi broj ovih novina izašao je 19. lipnja 1920., a prestao izlaziti 1924. godine.
Izlazio je kao „izvanstranački tjednik za politiku, narodno gospodarstvo te socijalna i prosvjetna pitanja”. Uređivali su ga Rudolf Plukavec, Matej Mintas i Mile Budak. Izdavači su bili Josip Torbar, Mirko Košutić i Dragutin Hrvoj.
Bile su u svezi s pravaškim listovima Hrvatstvom i Hrvatskim pravom.